# Seraphina's Love Affair
Seraphina's Love Affair è un cortometraggio muto del 1914 diretto da Charles M. Seay.

## Produzione
Il film fu prodotto dalla Edison Company.

## Distribuzione
Distribuito dalla General Film Company, il film - un cortometraggio di 150 metri (split reel) - uscì nelle sale cinematografiche degli Stati Uniti il 20 maggio 1914. Nelle proiezioni, veniva programmato con il sistema dello split reel, accorpato in un'unica bobina con un altro cortometraggio prodotto dalla Edison, la commedia Three Knaves and a Heathen Chinee.